# الإسلام في أنغويلا
وفقا لتقرير مركز بيو للدراسات عام 2009، يشكل المسلمون ما يقرب من 0.3٪ من سكان أنغويلا.أقل من 100 ساكن معرف كمسلم.

## هوامش
1. ↑  (بالإنجليزية) MAPPING THE GLOBAL MUSLIM POPULATION نسخة محفوظة 25 يوليو 2013 على موقع واي باك مشين., October 2009, Pew Forum on Religion & Public Life "نسخة مؤرشفة" (PDF). مؤرشف من الأصل في 2013-07-25. اطلع عليه بتاريخ 2019-12-11.{{استشهاد ويب}}:  صيانة الاستشهاد: BOT: original URL status unknown (link)